# Essanay
Die Essanay Film Manufacturing Company war eine US-amerikanische Filmproduktions- und Filmvertriebsgesellschaft, die vor allem für die Broncho-Billy -Western und eine Reihe von Filmen Charles Chaplins bekannt ist.

## Geschichte
Essanay wurde 1907 in Chicago von Filmpionier George K. Spoor (er drehte den ersten Nachrichtenfilm der Geschichte) und dem seit 1904 für die Filmgesellschaften Selig und Vitagraph Western produzierenden Gilbert M. Anderson gegründet. Der Name wurde aus den Anfangsbuchstaben der Namen Spoor und Anderson gebildet: S and A. Die erste Produktion der neuen Firma war die Komödie An Awful Skate, or The Hobo on Rollers mit Ben Turpin.
Die bekanntesten Filme der Essanay wurden die Broncho Billy-Western, die Anderson ab 1910 mit sich selbst in der Hauptrolle produzierte. Der erste Film dieser Serie war Broncho Billy's Redemption. Weil das Wetter in Chicago unberechenbar war und Western schnell populär wurden, drehte Anderson in Colorado und gründete das Essanay-West Studio in Niles, Kalifornien. Das Logo der Firma war ein Indianerkopf mit Kriegsfedern.
1909 trat Essanay auf Bitten Thomas Alva Edisons der Studio-Vereinigung Motion Picture Patents Company bei, die kleinere Studios vom Markt verdrängen sollte. Die Company gründete auch die Verleihfirma General Film Company. Als der Supreme Court 1917 den Trust der Filmstudios für unrechtmäßig erklärte, brach in der Folge auch Essanay zusammen und wurde aufgelöst.
1916 verkaufte Gilbert M. Anderson seinen Anteil an Essanay und trat vom Schauspielern zurück, um in New York Theaterstücke zu produzieren. Da der Erfolg ausblieb, arbeitete er bald wieder als Produzent. 1948 bzw. 1957 erhielten Spoor und Anderson für ihre Verdienste um den Aufbau der Filmindustrie je einen Ehrenoscar.

## Filme
1.542 Filme der Essanay sind heute noch bekannt.

### Western
Die von Gilbert M. Anderson weit mehr als 300 von ihm produzierten, inszenierten und meist auch geschriebenen Western mit ihm selbst in den Hauptrollen (ab 1910 fast 150-mal als Broncho Billy) machen den Hauptanteil aller Essanay-Filme aus. Anderson inszenierte daneben auch viele Episoden der Westernkomödien-Reihen Alkali Ike und Slippery Slim mit Augustus Carney bzw. Victor Potel in den Hauptrollen. Filmhistorisch bedeutsam ist Andersons erster Western für Essanay, The James Boys in Missouri, die erste Bearbeitung der Jesse-James-Geschichte für die Leinwand. Ein weiterer historisch wichtiger Western der Essanay präsentiert den sich selbst spielenden William F. Cody (allerdings unter der Regie von Theodore Wharton).
Neben den ernsten Broncho-Billy-Western wurde Essanay schnell auch durch die beiden Westernkomödien-Reihen Alkali Ike und Slippery Slim bekannt. Die beiden Hauptdarsteller der Serie waren Augustus Carney und Victor Potel, die vorher für die Essanay in einer Reihe von Komödien Seite an Seite die Charaktere Hank und Lank gespielt hatten. Carneys Charakter Alkali Ike war nach einem historisch verbürgten Goldsucher benannt. Als Carney zu hohe Gehaltforderungen stellte, wurde er entlassen und Charles Chaplin als Ersatz engagiert.

### Slapstick und Komödie
Neben Western waren die meisten Essanay-Filme Komödien: Slapstick-Filme (einige davon von Hal Roach inszeniert), Westernkomödien, romantische Komödien. Die Komödienstars der Firma waren Ben Turpin, Augustus Carney, Victor Potel, Wallace Beery und Charles Chaplin.
Ben Turpin spielte seit der Gründung der Essanay bis 1909 für die Firma, blieb aber relativ unbekannt, bis er zurückkehrte und an der Seite Wallace Beerys in den Sweedie-Filmen den Sidekick Bloggie spielte. Er lernte Charles Chaplin kennen, der ihn mit Mack Sennett bekannt machte. Turpin verließ Essanay und wurde dort erst zu dem großen Slapstick-Star, als der er bis heute bekannt ist. Der später als Charakterdarsteller bekannt gewordene Wallace Beery begann als Komödiant bei Essanay. In den Sweedie-Filmen spielte er in Frauenkleidern ein schwedisches Zimmermädchen.
Filmhistorisch bedeutend wurde das Jahr 1914. Charles Chaplin verließ Mack Sennetts Firma Keystone und unterschrieb bei Essanay, wo dem aufstrebenden Schauspieler und Regisseur völlige künstlerische Kontrolle über seine Filme eingeräumt wurde. Seine Filme wurden weiterhin in Chicago produziert. Sein erster Film für die neue Firma His New Job (1915) wurde mit einer spektakulären Werbeaktion beworben und ein großer Erfolg. Die zwei Jahre lang sehr erfolgreiche Zusammenarbeit endete 1916 in Rechtsstreitigkeiten: Chaplin war zu Mutual gewechselt, und Essanay brachte Chaplins Carmen-Parodie Burlesque on Carmen in einer Fassung heraus, die neue Szenen mit Ben Turpin enthielt. Chaplin sah sein Urheberrecht verletzt und rief die Gerichte an. Die Sache ging bis zum Obersten Gerichtshof der USA, der gegen Chaplin entschied. Das Studio engagierte Max Linder als Ersatz für Chaplin, doch hatten dessen Filme keinen durchschlagenden Erfolg.

### Melodramen und Literaturverfilmungen
Relativ früh begann Essanay auch Dramen, Krimis und vor allem Melodramen zu produzieren. Die bedeutendsten männlichen Stars dieser Filme waren Francis X. Bushman (mehr als 100 Rollen) und Henry B. Walthall, der seine größte Rolle unter David Wark Griffith in Die Geburt einer Nation (The Birth of a Nation) spielte. Die filmhistorisch bedeutendsten Dramenregisseure waren Harry Beaumont und W. S. Van Dyke. Ebenso wichtig sind eine Reihe von Literaturverfilmungen der Essanay, darunter 1908 die erste Verfilmung von A Christmas Carol von Charles Dickens, eine Verfilmung von Goethes Faust mit Bushman als Mephisto, eine Edgar-Allan-Poe-Biographie mit Walthall in der Titelrolle und eine der ersten Sherlock-Holmes-Verfilmungen der Filmgeschichte. Die Adaptationen der humoristischen Fables in Modern Slang von George Ade wurden eine der erfolgreichsten Filmreihen der Firma.

### Dokumentar- und Zeichentrickfilme
Essanay produzierte vor allem in den letzten Jahren Dokumentarfilme, die dem Publikum amerikanische, aber auch europäische Natur-Sehenswürdigkeiten und Städte präsentierte. Das Studio leistete Pionierarbeit auf dem Feld des Zeichentrickfilms. Wallace A. Carlson (Schöpfer der komischen Figuren Joe Boko und Dreamy Dud) und Vernon Howe Bailey (Schöpfer der kulturhistorisch bedeutsamen Sketchbooks bestimmter Städte) waren die Animations-Stars des Studios.